# Kincardine O’Neil
Kincardine O’Neil ist eine Siedlung in der schottischen Council Area Aberdeenshire beziehungsweise in der traditionellen schottischen Grafschaft Kincardineshire. Sie liegt in der Region Deeside etwa 35 km westlich von Aberdeen und 60 km nordnordöstlich von Dundee am nördlichen Ufer des Dee. Im Jahre 1971 verzeichnete Kincardine O’Neil 177 Einwohner. Kincardine O’Neil liegt auf einer Höhe von etwa 70 m.
Zu den bedeutendsten Gebäuden in Kincardine O’Neil zählen die alte Gemeindekirche aus dem 14. Jahrhundert, eine historische Zollstation und eine Episkopalkirche aus dem Jahre 1866. Die A93 verläuft durch Kincardine O’Neil und schließt die Ortschaft an das Fernstraßennetz an. Eine kurze Strecke östlich zweigt die B993 in nordöstlicher Richtung ab und führt bis jenseits von Inverurie. Südlich von Inverurie bietet sie einen Anschluss zur A96, die Aberdeen mit Inverness verbindet.

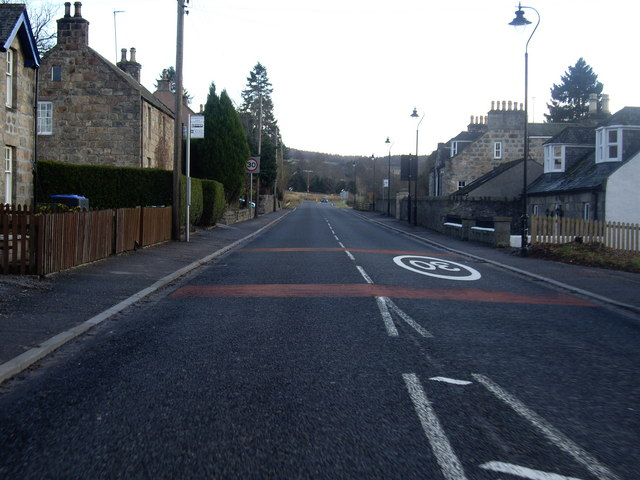
Die A93 in Kincardine O’Neil
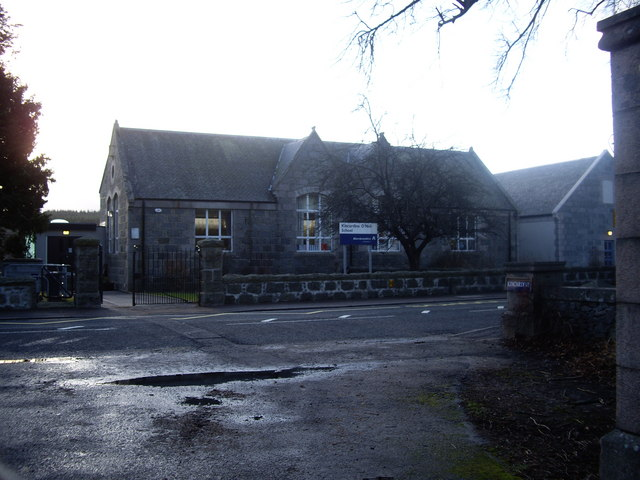
Schulgebäude
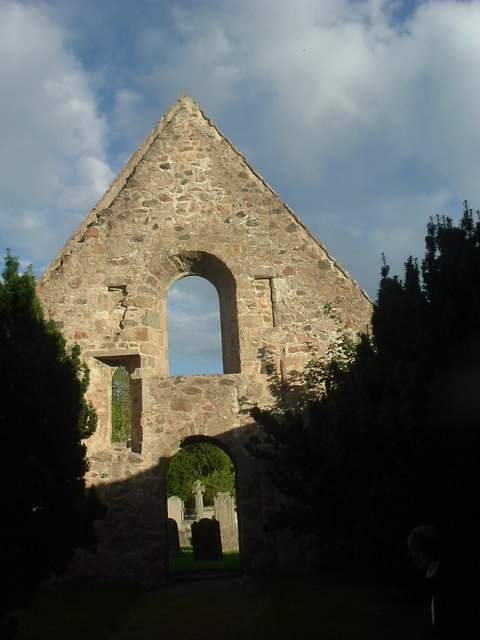
Ruinen der alten Kirche